# 小友沼
小友沼（おともぬま）は、秋田県能代市にあるため池で、ガン・カモ類の渡りの中継地点である。小友沼は昔から小友堤、雄友沼、大伴沼の別称があった。
2010年（平成22年）3月25日に農林水産省のため池百選に選定された。

## 概要
小友沼は1617年（元和3年）1675年（延宝3年）に久保田藩主佐竹義宣の命を受け出羽角間川組下を支配した梅津政景・忠雄親子により灌漑用ため池として造成された。奥羽本線東能代駅から約2 km南側の丘陵の麓に位置し、周囲に在する米代川の水や沢の水を引き入れて貯水している。1998年には県指定鳥獣保護区に設定された。ガンカモ類の渡りの季節には観察小屋が設置されている。

## 豊姫伝説

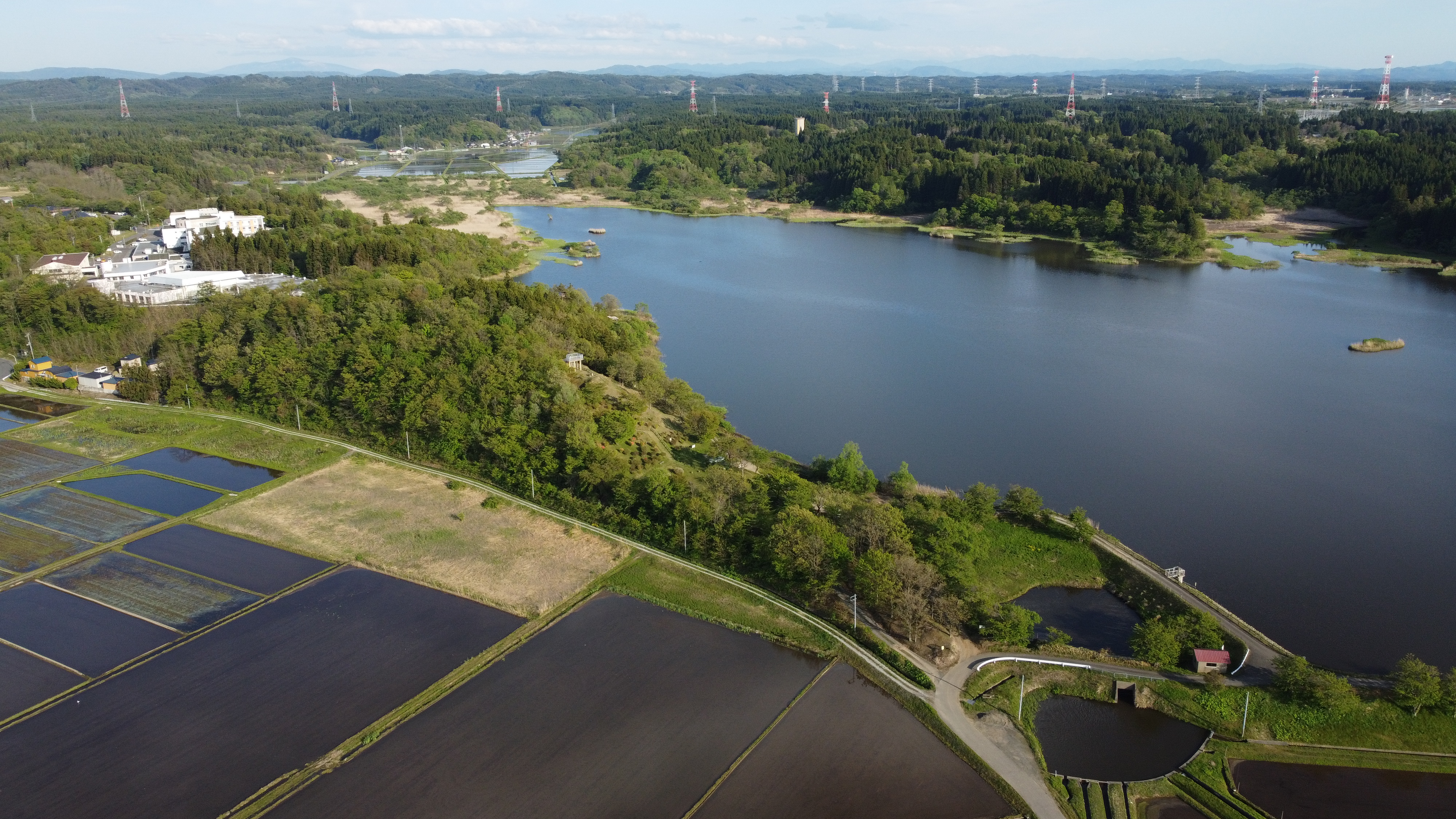
小友沼と布晒沼
布晒沼は現在田の中の葦原になっている

延暦の昔（782-806年）小友沼の西方の丘に一向館があり、この城主の姫君を豊姫といわれ、富潤美貌であった。諸侯から毎日のようにもらい受けの使者があった。しかし、どうしたものか姫はそれには一切ふれれず、専心たしなむ機織の業に侍女たちとともにいそしんでいた。館の東北に一つの森があり、その中にくめどもつきない清水の泉が湧き出る小沼があった。姫の侍女たちは織られる錦織、呉織、綾織など、この小沼に運んでは水に浸していた。この小沼を布晒沼（ぬのさらしぬま）といっている。浸した織物は、またそれをいちいち丘の上に広げてほしたので、その白さは遠くに見え、米白（米代）の浦に入る船のめやすとなり、この浦を豊姫の浦というようになった。かくて何百年も年月がたち、一向館の地には古の城の基礎石までも失せ、豊姫の浦もいつしか水涸れて米代の河原は只荒涼とした世になったが、小友の堤や布晒の沼に注ぐ夕の雨に紛れ、あるいは一向館を渡る浅野風に混じって機を織る音がかすかに昔の豊姫の浦の岸辺にある集落に聞こえたので、ここを機織（はたおり）村と呼んだとのことである。1815年（文化12年）の「仁井田古跡遺伝記録」の原文は「仁井田村の郷は遠く延暦のむかしを探れば、繁栄名におう姫の津とかや。エゾの船人も袖をひきつどいし里と聞きはべる…小友堤東山崎下に布さらしと云沼あり。此沼のぬし美女なり。往古に外に出て布さらし居りたるとなり。又天気よく静かなる時沼の辺に立ち聞けば、沼の底にて機（はた）おる音きこえしとなり。此由来にてや、機織村と云新村開く云々」というものであった。
当時は異国船も豊姫の浦に出入りをしており、今の仁井田倫勝寺境内にある大槻に船をつないで風波を凌ぎ、上陸の便としたという。布晒沼は現在葦原になっているが、1960年代の航空写真では沼を確認することができる。

## 歴史

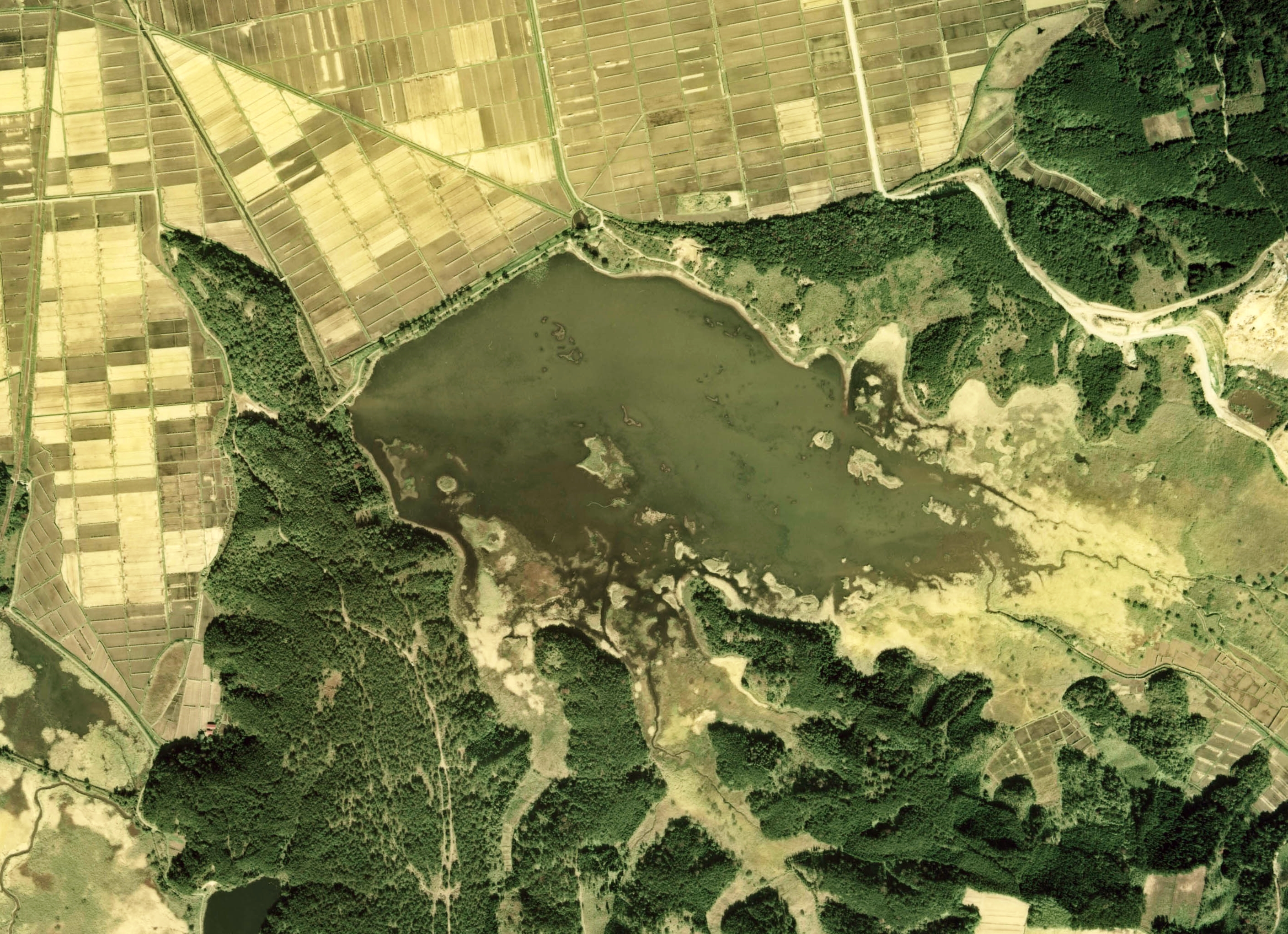
小友沼付近の空中写真。1975年撮影。

菅江真澄は1806年（文化3年）旧暦3月7日に『かすむ月星』で「大伴の堤は周囲をめぐると、たいそう大きく幾千町の田に水を引くことができるだろうか。大伴の何とかいう人が築いたのか由来は分からない。その形が靱（弓を射る革製の道具）にまかれているのに似ているのもおもしろい。水辺をへだてて、新田、中沢、今泉という静かな村々を通り過ぎた」と記している。
『榊史話』(1953年浅野虎太)によると、小友沼は次のように記されている。
「今の小友下より機織方面は慶長以前、茫々たる芦原であったが、秋田藩主佐竹義宣が開拓事業を創起し、重臣の梅津政景が20年間、養子の忠雄がその後38年間という親子二代にわたって事業の推進をはかり、元和4年より着手して田地248町歩の開墾と、その灌漑用としての小友溜め池が造成されたものである。周囲1里余りあり、工事は延宝3年まで58年の長年月を要している。その当時は民家の数も少なく、多くは漁業を生業にしていたという。耕地開墾などの経験は無かったから働く人の苦労はもとより、梅津氏にとって正に難事業であった。この開墾は58年もの長年月を要したため、元来漁業を生業としてきた住民の中にはこれに反抗したり、労働に参加しなかった人も出て人心の統一には非常に難儀をしたと伝えられている。現在の機織神社には梅津政景が祀られている」

## 自然

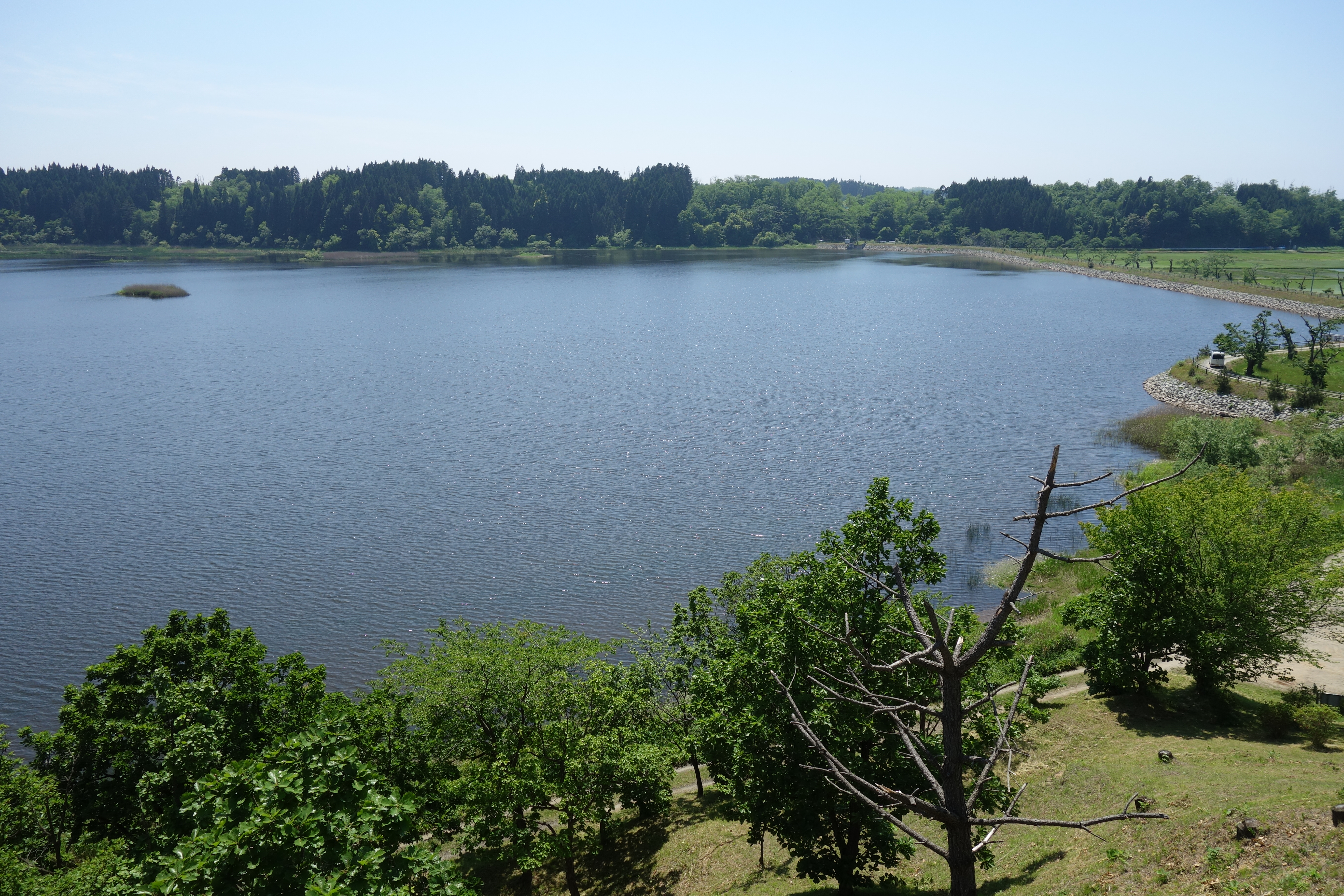
小友沼

ヨシ原からなる豊かな湿地を有し、最盛期には10万羽を超える渡り鳥が飛来するなど、自然価値の高い渡りの中継地点であるほか、ミサゴやオジロワシなどの絶滅危惧種を含むさまざまな生物の生息地でもある。このことから平成11年に東アジア地域ガンカモ類重要生息地ネットワークに登録されている。

## 浮島龍神社

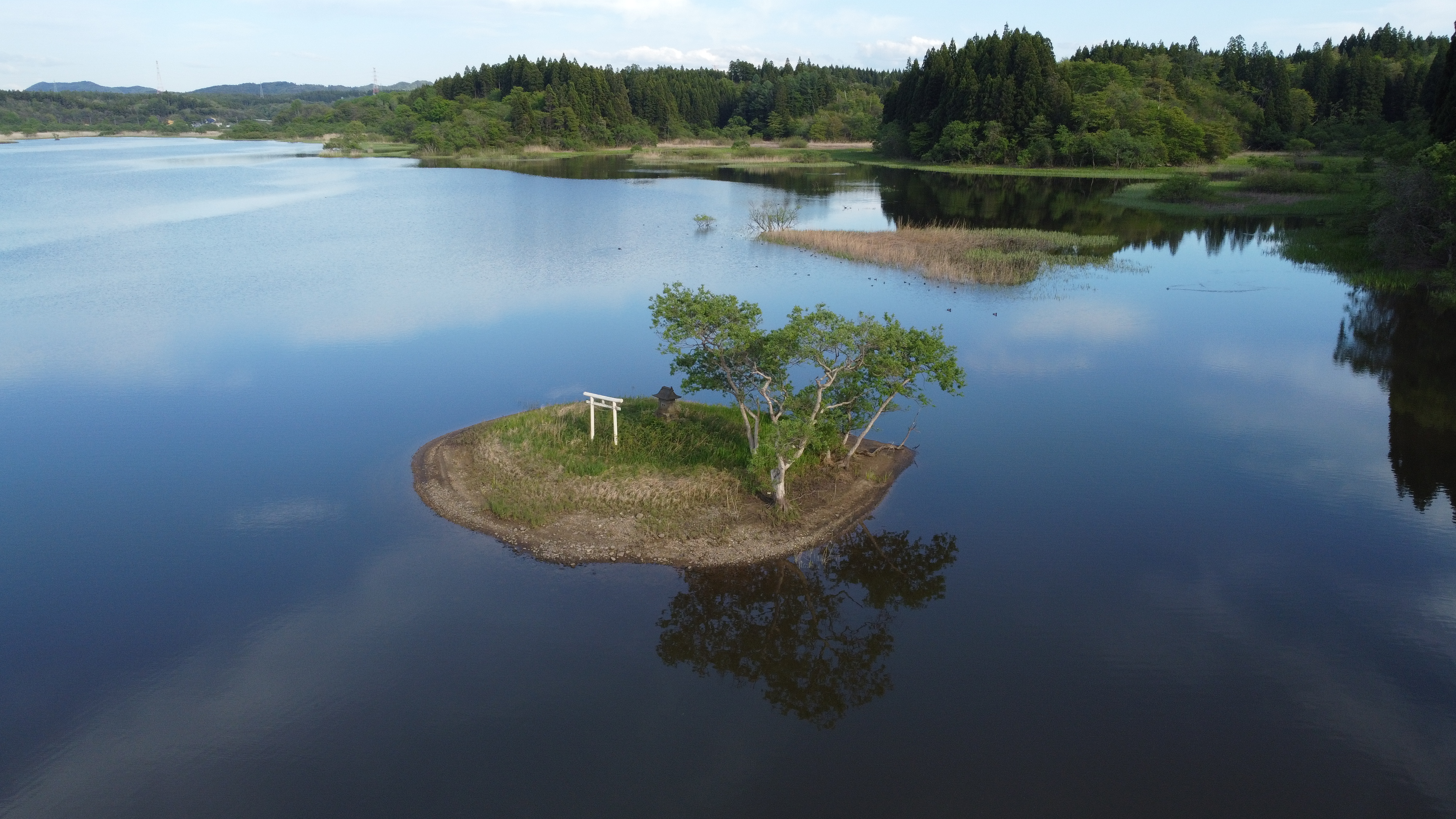
浮島龍神社

榊土地改良区では、小友沼の浮島に龍神社を建て、6月28日に雨乞い祭りをする。沼のほとりに祭壇を設け、大海津見大神、豊玉姫を祀って祭事をおこない、代表者が小舟を使って沼の対岸の浮島に建てた龍神社に行き、供物や御幣を供えてくる。その後お神酒をいただき、直会に入る。

### 生物
- 植物：ヨシ、マコモ、ショウブ、ヒシ、ウキヤガラ、カンガレイ、シロネ、カサスゲ、ハス、コウホネ、ドクゼリ、キツネフリ、オミナエシ、キツネノカミソリ、スズサイコ、コオニユリ、カキツバタ、ヌマトラノオ、ノウルシ、シロバナサクラタデ、ヒメザゼンソウ、エゾリンドウ、ウキヤガラ、シロネ、オオバクロモジ、タニウツギ、エンコウソウ、ミツガシワなど
- 夏鳥：カイツブリ、カンムリカイツブリ、ヨシゴイ、オシドリ、ミサゴ、バン、オオバン、コチドリ、イソシギ、オオジシギ、カッコウ、ホトトギス、ツバメ、クロツグミ、アカハラ、ヤブサメ、オオヨシキリ、オオルリ、コサメビタキ、コムクドリなど
- 冬鳥：シジュウカラガン、マガン、ヒシクイ、ハクガン、オオハクチョウ、コハクチョウ、マガモ、コガモ、ヒドリガモ、オナガガモ、ハシビロガモ、ホシハジロ、キンクロハジロ、スズガモ、ミコアイサ、カワアイサ、オジロワシ、ユリカモメ、カモメ、ウミネコ、ツグミ、カシラダカ、マヒワ、ミヤマガラスなど
- 生息種：カワセミ、ミサゴ、オジロワシ、オオタカ、オオルリ、アカゲラ、ダイサギ、アオサギ、カルガモ、トビ、ハイタカ、ノスリ、チョウゲンボウ、キジ、キジバト、アオゲラ、コゲラ、キセキレイ、ハクセキレイ、セグロセキレイ、ヒヨドリ、ウグイス、エナガ、ヒガラ、ヤマガラ、シジュウカラ、メジロ、ホオジロ、アオジ、カワラヒワ、スズメ、ムクドリ、カケス、ハシボソガラス、ハシブトガラスなど

年間を通じて数十種類の鳥類が確認されている。

## アクセス

### 道路
- 琴丘能代道路能代東IC

### 路線バス
- 東能代駅

## 参考資料
- 『世界の宝・雁が渡る能代平野　小友沼』、畠山正治、秋田文化出版、2003年
- 『小友沼 続 明日につなぎたいいのち輝く能代平野』、畠山正治、秋田文化出版、2013年/11